# كابيتال بنك (الأردن)
كابيتال بنك الأردني المعروف باسم كابيتال بنك، هو بنك خاص يعمل في الأردن والعراق. تأسس البنك عام 1995 كبنك تصدير وتمويل،  يبيع البنك مجموعة من المنتجات والخدمات عبر أقسام الخدمات المصرفية للأفراد والشركات. ولديه قسم منفصل لإقراض الشركات الصغيرة والمتوسطة.  يمتلك كابيتال بنك حصة أغلبية (62٪) في البنك الوطني العراقي. 
حتى سبتمبر 2016، كان لدى البنك 1964 مليون دينار أردني (2.77 مليار دولار أمريكي) من الأصول الموحدة ورأس المال الإجمالي 329 مليون دينار أردني (463 مليون دولار أمريكي). 

## روابط خارجية
- الموقع الرسمي